# Ryssbysjön (Ryssby socken, Småland)
Ryssbysjön är en sjö i Ljungby kommun i Småland och ingår i Helge ås huvudavrinningsområde. Ryssby samhälle är belägen i sjöns norra ände. Sjön är 8 meter djup, har en yta på 2,8 kvadratkilometer och befinner sig 136 meter över havet. Sjön avvattnas av vattendraget Helge å. Vid provfiske har bland annat abborre, björkna, braxen och faren fångats i sjön.

## Delavrinningsområde
Ryssbysjön ingår i det delavrinningsområde (630119-140010) som SMHI kallar för Utloppet av Ryssbysjön. Medelhöjden är 152 meter över havet och ytan är 22,04 kvadratkilometer. Räknas de 6 avrinningsområdena uppströms in blir den ackumulerade arean 200,64 kvadratkilometer. Helge å som avvattnar avrinningsområdet har biflödesordning 2, vilket innebär att vattnet flödar genom totalt 2 vattendrag innan det når havet efter 162 kilometer. Avrinningsområdet består mestadels av skog (51 procent) och jordbruk (15 procent). Avrinningsområdet har 2,8 kvadratkilometer vattenytor vilket ger det en sjöprocent på 12,7 procent. Bebyggelsen i området täcker en yta av 0,57 kvadratkilometer eller 3 procent av avrinningsområdet.

## Fisk
Vid provfiske har följande fisk fångats i sjön:
- Abborre
- Björkna
- Braxen
- Faren
- Gärs
- Gädda
- Gös
- Löja
- Mört
- Mal